# Máximo Gómez
Máximo Gómez är en ort i Kuba. Den ligger i provinsen Matanzas, i den nordvästra delen av landet, 140 km öster om huvudstaden Havanna. Máximo Gómez ligger 24 meter över havet och antalet invånare var 2011 8 041.
Terrängen runt Máximo Gómez är mycket platt. Runt Máximo Gómez är det ganska tätbefolkat, med 90 invånare per kvadratkilometer. Máximo Gómez är det största samhället i trakten. I omgivningarna runt Máximo Gómez växer huvudsakligen savannskog.